# Lista över fornlämningar i Nynäshamns kommun
Lista över fornlämningar i Nynäshamns kommun är en förteckning av ett urval av de fornlämningar som finns i Nynäshamns kommun.

## Nynäshamn
| Namn            | Lämningstyp  | Tillkomsttid | Historisk indelning     | Plats | Läge                 | ID-nr          | Bild                                 |
| --------------- | ------------ | ------------ | ----------------------- | ----- | -------------------- | -------------- | ------------------------------------ |
| Nynäshamn 10:1  | Gravfält     |              | Nynäshamn, Södermanland |       | 58.922317, 17.932658 | 10006100100001 | Ladda upp en bild av detta fornminne |
| Nynäshamn 11:1  | Gravfält     |              | Nynäshamn, Södermanland |       | 58.920018, 17.934424 | 10006100110001 | Ladda upp en bild av detta fornminne |
| Nynäshamn 16:1  | Stensättning |              | Nynäshamn, Södermanland |       | 58.931164, 17.971794 | 10006100160001 | Ladda upp en bild av detta fornminne |
| Nynäshamn 25:1  | Stensättning |              | Nynäshamn, Södermanland |       | 58.934707, 17.911454 | 10006100250001 | Ladda upp en bild av detta fornminne |
| Nynäshamn 26:1  | Stensättning |              | Nynäshamn, Södermanland |       | 58.934928, 17.912390 | 10006100260001 | Ladda upp en bild av detta fornminne |
| Nynäshamn 29:1  | Fornborg     |              | Nynäshamn, Södermanland |       | 58.925125, 17.899042 | 10006100290001 | Ladda upp en bild av detta fornminne |
| Nynäshamn 48:1  | Fornborg     |              | Nynäshamn, Södermanland |       | 58.916260, 17.904427 | 10006100480001 | Ladda upp en bild av detta fornminne |
| Nynäshamn 50:1  | Fornborg     |              | Nynäshamn, Södermanland |       | 58.903715, 17.924486 | 10006100500001 | Ladda upp en bild av detta fornminne |
| Nynäshamn 101:1 | Gravfält     |              | Nynäshamn, Södermanland |       | 58.938982, 17.943781 | 10006101010001 | Ladda upp en bild av detta fornminne |
| Nynäshamn 102:1 | Stensättning |              | Nynäshamn, Södermanland |       | 58.936980, 17.934601 | 10006101020001 | Ladda upp en bild av detta fornminne |
| Nynäshamn 103:1 | Gravfält     |              | Nynäshamn, Södermanland |       | 58.934462, 17.943436 | 10006101030001 | Ladda upp en bild av detta fornminne |
| Nynäshamn 106:1 | Gravfält     |              | Nynäshamn, Södermanland |       | 58.930960, 17.933638 | 10006101060001 | Ladda upp en bild av detta fornminne |
| Nynäshamn 110:1 | Stensättning |              | Nynäshamn, Södermanland |       | 58.925820, 17.930189 | 10006101100001 | Ladda upp en bild av detta fornminne |
| Nynäshamn 110:2 | Stensättning |              | Nynäshamn, Södermanland |       | 58.925955, 17.930181 | 10006101100002 | Ladda upp en bild av detta fornminne |
| Nynäshamn 112:1 | Gravfält     |              | Nynäshamn, Södermanland |       | 58.927536, 17.925710 | 10006101120001 | Ladda upp en bild av detta fornminne |
| Nynäshamn 113:1 | Stensättning |              | Nynäshamn, Södermanland |       | 58.933371, 17.917873 | 10006101130001 | Ladda upp en bild av detta fornminne |
| Nynäshamn 124:1 | Gravfält     |              | Nynäshamn, Södermanland |       | 58.930589, 17.930336 | 10006101240001 | Ladda upp en bild av detta fornminne |
| Nynäshamn 125:1 | Gravfält     |              | Nynäshamn, Södermanland |       | 58.931690, 17.928831 | 10006101250001 | Ladda upp en bild av detta fornminne |
| Nynäshamn 194:1 | Hög          |              | Nynäshamn, Södermanland |       | 58.932388, 17.930245 | 10006101940001 | Ladda upp en bild av detta fornminne |
| Nynäshamn 382:1 | Stensättning |              | Nynäshamn, Södermanland |       | 58.949612, 17.955527 | 10006103820001 | Ladda upp en bild av detta fornminne |
| Nynäshamn 531:1 | Gravfält     |              | Nynäshamn, Södermanland |       | 58.937835, 17.944212 | 10006105310001 | Ladda upp en bild av detta fornminne |
| Nynäshamn 601:1 | Stensättning |              | Nynäshamn, Södermanland |       | 58.924031, 17.928803 | 10006106010001 | Ladda upp en bild av detta fornminne |
| Nynäshamn 608:1 | Stensättning |              | Nynäshamn, Södermanland |       | 58.926455, 17.922191 | 10006106080001 | Ladda upp en bild av detta fornminne |
| Nynäshamn 608:2 | Stensättning |              | Nynäshamn, Södermanland |       | 58.926449, 17.922375 | 10006106080002 | Ladda upp en bild av detta fornminne |

## Sorunda
Se Lista över fornlämningar i Nynäshamns kommun (Sorunda)

## Torö
| Namn      | Lämningstyp                      | Tillkomsttid | Historisk indelning | Plats | Läge                 | ID-nr          | Bild                                      |
| --------- | -------------------------------- | ------------ | ------------------- | ----- | -------------------- | -------------- | ----------------------------------------- |
| Torö 30:1 | Stensättning                     |              | Torö, Södermanland  |       | 58.861207, 17.825847 | 10010000300001 | Ladda upp en bild av detta fornminne      |
| Torö 30:2 | Stensättning                     |              | Torö, Södermanland  |       | 58.861126, 17.825841 | 10010000300002 | Ladda upp en bild av detta fornminne      |
| Torö 31:1 | Röse                             |              | Torö, Södermanland  |       | 58.859964, 17.819912 | 10010000310001 | Ladda upp en bild av detta fornminne      |
| Torö 31:2 | Röse                             |              | Torö, Södermanland  |       | 58.859834, 17.819894 | 10010000310002 | Ladda upp en bild av detta fornminne      |
| Torö 34:1 | Gravfält                         |              | Torö, Södermanland  |       | 58.867904, 17.818155 | 10010000340001 | Ladda upp en bild av detta fornminne      |
| Torö 35:1 | Röse                             |              | Torö, Södermanland  |       | 58.862321, 17.808879 | 10010000350001 | Ladda upp en bild av detta fornminne      |
| Torö 36:1 | Stensättning                     |              | Torö, Södermanland  |       | 58.886390, 17.826062 | 10010000360001 | Ladda upp en bild av detta fornminne      |
| Torö 37:1 | Stensättning                     |              | Torö, Södermanland  |       | 58.878685, 17.830658 | 10010000370001 | Ladda upp en bild av detta fornminne      |
| Torö 37:2 | Stensättning                     |              | Torö, Södermanland  |       | 58.878844, 17.830707 | 10010000370002 | Ladda upp en bild av detta fornminne      |
| Torö 37:3 | Stensättning                     |              | Torö, Södermanland  |       | 58.878963, 17.830687 | 10010000370003 | Ladda upp en bild av detta fornminne      |
| Torö 38:1 | Gravfält                         |              | Torö, Södermanland  |       | 58.878951, 17.831470 | 10010000380001 | Ladda upp en bild av detta fornminne      |
| Torö 39:1 | Stensättning                     |              | Torö, Södermanland  |       | 58.880911, 17.832249 | 10010000390001 | Ladda upp en bild av detta fornminne      |
| Torö 42:1 | Begravningsplats                 |              | Torö, Södermanland  |       | 58.749669, 17.864496 | 10010000420001 | Ladda upp en till bild av detta fornminne |
| Torö 44:1 | Gravfält                         |              | Torö, Södermanland  |       | 58.841827, 17.838991 | 10010000440001 | Ladda upp en bild av detta fornminne      |
| Torö 51:1 | Ristning, medeltid/historisk tid |              | Torö, Södermanland  |       | 58.743989, 17.867689 | 10010000510001 | Ladda upp en bild av detta fornminne      |
| Torö 60:1 | Fiskeläge                        |              | Torö, Södermanland  |       | 58.787019, 17.898436 | 10010000600001 | Ladda upp en bild av detta fornminne      |
| Torö 70:1 | Ristning, medeltid/historisk tid |              | Torö, Södermanland  |       | 58.744340, 17.865534 | 10010000700001 | Ladda upp en bild av detta fornminne      |
| Torö 71:1 | Ristning, medeltid/historisk tid |              | Torö, Södermanland  |       | 58.744418, 17.864464 | 10010000710001 | Ladda upp en bild av detta fornminne      |

## Ösmo
| Namn                           | Lämningstyp                 | Tillkomsttid | Historisk indelning | Plats     | Läge                 | ID-nr          | Bild                                      |
| ------------------------------ | --------------------------- | ------------ | ------------------- | --------- | -------------------- | -------------- | ----------------------------------------- |
| Ösmo 29:1                      | Röse                        |              | Ösmo, Södermanland  |           | 58.898469, 17.833491 | 10012000290001 | Ladda upp en bild av detta fornminne      |
| Ösmo 74:1                      | Stensättning                |              | Ösmo, Södermanland  |           | 58.926543, 17.829844 | 10012000740001 | Ladda upp en bild av detta fornminne      |
| Ösmo 75:1                      | Stensättning                |              | Ösmo, Södermanland  |           | 58.929924, 17.841021 | 10012000750001 | Ladda upp en bild av detta fornminne      |
| Ösmo 75:2                      | Stensättning                |              | Ösmo, Södermanland  |           | 58.929737, 17.841083 | 10012000750002 | Ladda upp en bild av detta fornminne      |
| Ösmo 75:3                      | Stensättning                |              | Ösmo, Södermanland  |           | 58.929628, 17.841495 | 10012000750003 | Ladda upp en bild av detta fornminne      |
| Ösmo 75:4                      | Röse                        |              | Ösmo, Södermanland  |           | 58.929625, 17.841738 | 10012000750004 | Ladda upp en bild av detta fornminne      |
| Ösmo 75:5                      | Stensättning                |              | Ösmo, Södermanland  |           | 58.929723, 17.841761 | 10012000750005 | Ladda upp en bild av detta fornminne      |
| Ösmo 76:1                      | Gravfält                    |              | Ösmo, Södermanland  |           | 58.934256, 17.843291 | 10012000760001 | Ladda upp en bild av detta fornminne      |
| Ösmo 78:1                      | Stensättning                |              | Ösmo, Södermanland  |           | 58.934622, 17.837686 | 10012000780001 | Ladda upp en bild av detta fornminne      |
| Ösmo 79:1                      | Gravfält                    |              | Ösmo, Södermanland  |           | 58.937222, 17.836574 | 10012000790001 | Ladda upp en bild av detta fornminne      |
| Ösmo 80:1                      | Röse                        |              | Ösmo, Södermanland  |           | 58.936750, 17.833389 | 10012000800001 | Ladda upp en bild av detta fornminne      |
| Ösmo 81:1                      | Stensättning                |              | Ösmo, Södermanland  |           | 58.938293, 17.833739 | 10012000810001 | Ladda upp en bild av detta fornminne      |
| Ösmo 84:1                      | Gravfält                    |              | Ösmo, Södermanland  |           | 58.937334, 17.838315 | 10012000840001 | Ladda upp en bild av detta fornminne      |
| Ösmo 85:1                      | Röse                        |              | Ösmo, Södermanland  |           | 58.939103, 17.826653 | 10012000850001 | Ladda upp en bild av detta fornminne      |
| Ösmo 85:2                      | Stensättning                |              | Ösmo, Södermanland  |           | 58.939219, 17.826677 | 10012000850002 | Ladda upp en bild av detta fornminne      |
| Ösmo 85:3                      | Stensättning                |              | Ösmo, Södermanland  |           | 58.938989, 17.826473 | 10012000850003 | Ladda upp en bild av detta fornminne      |
| Ösmo 86:1                      | Stensättning                |              | Ösmo, Södermanland  |           | 58.938089, 17.837493 | 10012000860001 | Ladda upp en bild av detta fornminne      |
| Ösmo 88:1                      | Röse                        |              | Ösmo, Södermanland  |           | 58.939157, 17.838681 | 10012000880001 | Ladda upp en bild av detta fornminne      |
| Ösmo 89:1                      | Röse                        |              | Ösmo, Södermanland  |           | 58.939742, 17.839200 | 10012000890001 | Ladda upp en bild av detta fornminne      |
| Ösmo 89:2                      | Röse                        |              | Ösmo, Södermanland  |           | 58.939912, 17.839227 | 10012000890002 | Ladda upp en bild av detta fornminne      |
| Ösmo 89:3                      | Röse                        |              | Ösmo, Södermanland  |           | 58.939980, 17.838918 | 10012000890003 | Ladda upp en bild av detta fornminne      |
| Ösmo 89:4                      | Stensättning                |              | Ösmo, Södermanland  |           | 58.940074, 17.839236 | 10012000890004 | Ladda upp en bild av detta fornminne      |
| Ösmo 90:1                      | Stensättning                |              | Ösmo, Södermanland  |           | 58.941771, 17.841570 | 10012000900001 | Ladda upp en bild av detta fornminne      |
| Ösmo 91:1                      | Stensättning                |              | Ösmo, Södermanland  |           | 58.938832, 17.843651 | 10012000910001 | Ladda upp en bild av detta fornminne      |
| Ösmo 92:1                      | Stensättning                |              | Ösmo, Södermanland  |           | 58.939689, 17.834297 | 10012000920001 | Ladda upp en bild av detta fornminne      |
| Ösmo 92:2                      | Stensättning                |              | Ösmo, Södermanland  |           | 58.939356, 17.834365 | 10012000920002 | Ladda upp en bild av detta fornminne      |
| Ösmo 92:3                      | Stensättning                |              | Ösmo, Södermanland  |           | 58.939268, 17.834239 | 10012000920003 | Ladda upp en bild av detta fornminne      |
| Ösmo 93:1                      | Gravfält                    |              | Ösmo, Södermanland  |           | 58.942213, 17.837094 | 10012000930001 | Ladda upp en bild av detta fornminne      |
| Ösmo 94:1                      | Stensättning                |              | Ösmo, Södermanland  |           | 58.941333, 17.835464 | 10012000940001 | Ladda upp en bild av detta fornminne      |
| Ösmo 95:1                      | Röse                        |              | Ösmo, Södermanland  |           | 58.939322, 17.828820 | 10012000950001 | Ladda upp en bild av detta fornminne      |
| Ösmo 95:2                      | Stensättning                |              | Ösmo, Södermanland  |           | 58.939103, 17.828461 | 10012000950002 | Ladda upp en bild av detta fornminne      |
| Ösmo 95:3                      | Stensättning                |              | Ösmo, Södermanland  |           | 58.939496, 17.828604 | 10012000950003 | Ladda upp en bild av detta fornminne      |
| Ösmo 100:1                     | Hällristning                |              | Ösmo, Södermanland  |           | 58.977368, 17.908243 | 10012001000001 | Ladda upp en bild av detta fornminne      |
| Ösmo 107:1                     | Hällristning                |              | Ösmo, Södermanland  |           | 58.976888, 17.902482 | 10012001070001 | Ladda upp en bild av detta fornminne      |
| Ösmo 114:1                     | Röse                        |              | Ösmo, Södermanland  |           | 58.939198, 17.900401 | 10012001140001 | Ladda upp en bild av detta fornminne      |
| Ösmo 114:2                     | Röse                        |              | Ösmo, Södermanland  |           | 58.939240, 17.900542 | 10012001140002 | Ladda upp en bild av detta fornminne      |
| Ösmo 115:1                     | Gravfält                    |              | Ösmo, Södermanland  |           | 58.938050, 17.914024 | 10012001150001 | Ladda upp en bild av detta fornminne      |
| Ösmo 116:1                     | Gravfält                    |              | Ösmo, Södermanland  |           | 58.937931, 17.910617 | 10012001160001 | Ladda upp en bild av detta fornminne      |
| Ösmo 117:1                     | Röse                        |              | Ösmo, Södermanland  |           | 58.934136, 17.893121 | 10012001170001 | Ladda upp en bild av detta fornminne      |
| Ösmo 118:1                     | Röse                        |              | Ösmo, Södermanland  |           | 58.934195, 17.893871 | 10012001180001 | Ladda upp en bild av detta fornminne      |
| Ösmo 119:1                     | Stensättning                |              | Ösmo, Södermanland  |           | 58.938160, 17.895052 | 10012001190001 | Ladda upp en bild av detta fornminne      |
| Ösmo 120:1                     | Grav- och boplatsområde     |              | Ösmo, Södermanland  |           | 58.940585, 17.890346 | 10012001200001 | Ladda upp en bild av detta fornminne      |
| Ösmo 122:1                     | Gravfält                    |              | Ösmo, Södermanland  |           | 58.939076, 17.916935 | 10012001220001 | Ladda upp en bild av detta fornminne      |
| Ösmo 126:1                     | Gravfält                    |              | Ösmo, Södermanland  |           | 58.942225, 17.913695 | 10012001260001 | Ladda upp en bild av detta fornminne      |
| Ösmo 127:1                     | Röse                        |              | Ösmo, Södermanland  |           | 58.943480, 17.903496 | 10012001270001 | Ladda upp en bild av detta fornminne      |
| Ösmo 127:2                     | Röse                        |              | Ösmo, Södermanland  |           | 58.942994, 17.903030 | 10012001270002 | Ladda upp en bild av detta fornminne      |
| Ösmo 127:3                     | Stensättning                |              | Ösmo, Södermanland  |           | 58.942579, 17.902672 | 10012001270003 | Ladda upp en bild av detta fornminne      |
| Ösmo 128:1                     | Röse                        |              | Ösmo, Södermanland  |           | 58.943958, 17.904379 | 10012001280001 | Ladda upp en bild av detta fornminne      |
| Ösmo 129:1                     | Röse                        |              | Ösmo, Södermanland  |           | 58.944453, 17.905367 | 10012001290001 | Ladda upp en bild av detta fornminne      |
| Ösmo 130:1                     | Röse                        |              | Ösmo, Södermanland  |           | 58.944706, 17.906287 | 10012001300001 | Ladda upp en bild av detta fornminne      |
| Ösmo 131:1                     | Gravfält                    |              | Ösmo, Södermanland  |           | 58.942760, 17.901999 | 10012001310001 | Ladda upp en bild av detta fornminne      |
| Ösmo 132:1                     | Stensättning                |              | Ösmo, Södermanland  |           | 58.946715, 17.902284 | 10012001320001 | Ladda upp en bild av detta fornminne      |
| Ösmo 133:1                     | Gravfält                    |              | Ösmo, Södermanland  |           | 58.944593, 17.899104 | 10012001330001 | Ladda upp en bild av detta fornminne      |
| Ösmo 134:1                     | Stensättning                |              | Ösmo, Södermanland  |           | 58.947149, 17.900036 | 10012001340001 | Ladda upp en bild av detta fornminne      |
| Sö 248 (Ösmo 136:1)            | Runristning                 |              | Ösmo, Södermanland  | Björsta   | 58.948538, 17.895915 | 10012001360001 | Ladda upp en till bild av detta fornminne |
| Ösmo 137:1                     | Gravfält                    |              | Ösmo, Södermanland  |           | 58.947876, 17.897495 | 10012001370001 | Ladda upp en bild av detta fornminne      |
| Ösmo 138:1                     | Stensättning                |              | Ösmo, Södermanland  |           | 58.949173, 17.893550 | 10012001380001 | Ladda upp en bild av detta fornminne      |
| Ösmo 138:2                     | Stensättning                |              | Ösmo, Södermanland  |           | 58.948841, 17.893540 | 10012001380002 | Ladda upp en bild av detta fornminne      |
| Ösmo 138:3                     | Stensättning                |              | Ösmo, Södermanland  |           | 58.949023, 17.893850 | 10012001380003 | Ladda upp en bild av detta fornminne      |
| Ösmo 138:5                     | Stensättning                |              | Ösmo, Södermanland  |           | 58.948805, 17.893955 | 10012001380005 | Ladda upp en bild av detta fornminne      |
| Ösmo 139:1                     | Fornborg                    |              | Ösmo, Södermanland  |           | 58.947514, 17.894491 | 10012001390001 | Ladda upp en bild av detta fornminne      |
| Ösmo 140:1                     | Stensättning                |              | Ösmo, Södermanland  |           | 58.941039, 17.890442 | 10012001400001 | Ladda upp en bild av detta fornminne      |
| Ösmo 140:2                     | Stensättning                |              | Ösmo, Södermanland  |           | 58.941280, 17.890652 | 10012001400002 | Ladda upp en bild av detta fornminne      |
| Ösmo 141:1                     | Stensättning                |              | Ösmo, Södermanland  |           | 58.942144, 17.892029 | 10012001410001 | Ladda upp en bild av detta fornminne      |
| Ösmo 141:2                     | Stensättning                |              | Ösmo, Södermanland  |           | 58.941956, 17.891513 | 10012001410002 | Ladda upp en bild av detta fornminne      |
| Ösmo 143:1                     | Stensättning                |              | Ösmo, Södermanland  |           | 58.946207, 17.894328 | 10012001430001 | Ladda upp en bild av detta fornminne      |
| Ösmo 143:2                     | Stensättning                |              | Ösmo, Södermanland  |           | 58.946059, 17.894057 | 10012001430002 | Ladda upp en bild av detta fornminne      |
| Ösmo 144:1                     | Röse                        |              | Ösmo, Södermanland  |           | 58.953389, 17.892970 | 10012001440001 | Ladda upp en bild av detta fornminne      |
| Ösmo 145:1                     | Gravfält                    |              | Ösmo, Södermanland  |           | 58.953311, 17.894506 | 10012001450001 | Ladda upp en bild av detta fornminne      |
| Ösmo 146:1                     | Stensättning                |              | Ösmo, Södermanland  |           | 58.957542, 17.891098 | 10012001460001 | Ladda upp en bild av detta fornminne      |
| Ösmo 146:2                     | Stensättning                |              | Ösmo, Södermanland  |           | 58.957417, 17.891070 | 10012001460002 | Ladda upp en bild av detta fornminne      |
| Ösmo 146:3                     | Stensättning                |              | Ösmo, Södermanland  |           | 58.957318, 17.891079 | 10012001460003 | Ladda upp en bild av detta fornminne      |
| Ösmo 147:1                     | Röse                        |              | Ösmo, Södermanland  |           | 58.954409, 17.905953 | 10012001470001 | Ladda upp en bild av detta fornminne      |
| Ösmo 148:1                     | Röse                        |              | Ösmo, Södermanland  |           | 58.955019, 17.905985 | 10012001480001 | Ladda upp en bild av detta fornminne      |
| Ösmo 148:2                     | Röse                        |              | Ösmo, Södermanland  |           | 58.955241, 17.906108 | 10012001480002 | Ladda upp en bild av detta fornminne      |
| Ösmo 148:3                     | Röse                        |              | Ösmo, Södermanland  |           | 58.954980, 17.905937 | 10012001480003 | Ladda upp en bild av detta fornminne      |
| Ösmo 150:1                     | Gravfält                    |              | Ösmo, Södermanland  |           | 58.956702, 17.908391 | 10012001500001 | Ladda upp en bild av detta fornminne      |
| Ösmo 151:1                     | Gravfält                    |              | Ösmo, Södermanland  |           | 58.954317, 17.910898 | 10012001510001 | Ladda upp en bild av detta fornminne      |
| Ösmo 152:1                     | Röse                        |              | Ösmo, Södermanland  |           | 58.953489, 17.912711 | 10012001520001 | Ladda upp en bild av detta fornminne      |
| Ösmo 153:1                     | Röse                        |              | Ösmo, Södermanland  |           | 58.951395, 17.909098 | 10012001530001 | Ladda upp en bild av detta fornminne      |
| Ösmo 155:1                     | Gravfält                    |              | Ösmo, Södermanland  |           | 58.952431, 17.908533 | 10012001550001 | Ladda upp en bild av detta fornminne      |
| Ösmo 156:1                     | Stensättning                |              | Ösmo, Södermanland  |           | 58.958825, 17.910173 | 10012001560001 | Ladda upp en bild av detta fornminne      |
| Ösmo 157:1                     | Gravfält                    |              | Ösmo, Södermanland  |           | 58.957175, 17.910458 | 10012001570001 | Ladda upp en bild av detta fornminne      |
| Ösmo 158:1                     | Gravfält                    |              | Ösmo, Södermanland  |           | 58.960022, 17.906277 | 10012001580001 | Ladda upp en bild av detta fornminne      |
| Ösmo 159:1                     | Stensättning                |              | Ösmo, Södermanland  |           | 58.943770, 17.923930 | 10012001590001 | Ladda upp en bild av detta fornminne      |
| Sö 255 (Ösmo 160:1)            | Runristning                 |              | Ösmo, Södermanland  | Vidby     | 58.949432, 17.924550 | 10012001600001 | Ladda upp en bild av detta fornminne      |
| Ösmo 162:1                     | Stensättning                |              | Ösmo, Södermanland  |           | 58.956172, 17.924337 | 10012001620001 | Ladda upp en bild av detta fornminne      |
| Ösmo 162:2                     | Stensättning                |              | Ösmo, Södermanland  |           | 58.956435, 17.924219 | 10012001620002 | Ladda upp en bild av detta fornminne      |
| Ösmo 163:1                     | Gravfält                    |              | Ösmo, Södermanland  |           | 58.953330, 17.924987 | 10012001630001 | Ladda upp en bild av detta fornminne      |
| Ösmo 164:1                     | Gravfält                    |              | Ösmo, Södermanland  |           | 58.952142, 17.926567 | 10012001640001 | Ladda upp en bild av detta fornminne      |
| Ösmo 166:1                     | Stensättning                |              | Ösmo, Södermanland  |           | 58.964029, 17.900475 | 10012001660001 | Ladda upp en bild av detta fornminne      |
| Ösmo 167:1                     | Gravfält                    |              | Ösmo, Södermanland  |           | 58.959262, 17.894805 | 10012001670001 | Ladda upp en bild av detta fornminne      |
| Ösmo 168:1                     | Röse                        |              | Ösmo, Södermanland  |           | 58.931249, 17.886981 | 10012001680001 | Ladda upp en bild av detta fornminne      |
| Ösmo 169:1                     | Röse                        |              | Ösmo, Södermanland  |           | 58.930408, 17.886187 | 10012001690001 | Ladda upp en bild av detta fornminne      |
| Ösmo 171:1                     | Röse                        |              | Ösmo, Södermanland  |           | 58.930420, 17.883651 | 10012001710001 | Ladda upp en bild av detta fornminne      |
| Ösmo 171:2                     | Röse                        |              | Ösmo, Södermanland  |           | 58.930404, 17.884136 | 10012001710002 | Ladda upp en bild av detta fornminne      |
| Ösmo 172:1                     | Gravfält                    |              | Ösmo, Södermanland  |           | 58.932699, 17.881871 | 10012001720001 | Ladda upp en bild av detta fornminne      |
| Ösmo 173:1                     | Röse                        |              | Ösmo, Södermanland  |           | 58.934407, 17.884369 | 10012001730001 | Ladda upp en bild av detta fornminne      |
| Ösmo 173:2                     | Röse                        |              | Ösmo, Södermanland  |           | 58.934547, 17.884351 | 10012001730002 | Ladda upp en bild av detta fornminne      |
| Ösmo 175:1                     | Röse                        |              | Ösmo, Södermanland  |           | 58.940444, 17.887914 | 10012001750001 | Ladda upp en bild av detta fornminne      |
| Ösmo 175:2                     | Röse                        |              | Ösmo, Södermanland  |           | 58.940574, 17.887626 | 10012001750002 | Ladda upp en bild av detta fornminne      |
| Ösmo 176:1                     | Stensättning                |              | Ösmo, Södermanland  |           | 58.939918, 17.887068 | 10012001760001 | Ladda upp en bild av detta fornminne      |
| Ösmo 176:2                     | Stensättning                |              | Ösmo, Södermanland  |           | 58.939739, 17.887023 | 10012001760002 | Ladda upp en bild av detta fornminne      |
| Ösmo 178:1                     | Röse                        |              | Ösmo, Södermanland  |           | 58.938954, 17.884946 | 10012001780001 | Ladda upp en bild av detta fornminne      |
| Ösmo 179:1                     | Röse                        |              | Ösmo, Södermanland  |           | 58.940017, 17.884727 | 10012001790001 | Ladda upp en bild av detta fornminne      |
| Ösmo 180:1                     | Gravfält                    |              | Ösmo, Södermanland  |           | 58.932631, 17.876489 | 10012001800001 | Ladda upp en bild av detta fornminne      |
| Ösmo 181:1                     | Stensättning                |              | Ösmo, Södermanland  |           | 58.935300, 17.880293 | 10012001810001 | Ladda upp en bild av detta fornminne      |
| Ösmo 181:2                     | Stensättning                |              | Ösmo, Södermanland  |           | 58.935659, 17.880278 | 10012001810002 | Ladda upp en bild av detta fornminne      |
| Ösmo 182:1                     | Röse                        |              | Ösmo, Södermanland  |           | 58.936949, 17.882853 | 10012001820001 | Ladda upp en bild av detta fornminne      |
| Ösmo 183:1                     | Röse                        |              | Ösmo, Södermanland  |           | 58.936475, 17.882114 | 10012001830001 | Ladda upp en bild av detta fornminne      |
| Ösmo 183:2                     | Stensättning                |              | Ösmo, Södermanland  |           | 58.936928, 17.881878 | 10012001830002 | Ladda upp en bild av detta fornminne      |
| Ösmo 185:1                     | Röse                        |              | Ösmo, Södermanland  |           | 58.928730, 17.882062 | 10012001850001 | Ladda upp en bild av detta fornminne      |
| Ösmo 185:2                     | Stensättning                |              | Ösmo, Södermanland  |           | 58.928428, 17.882070 | 10012001850002 | Ladda upp en bild av detta fornminne      |
| Ösmo 185:3                     | Stensättning                |              | Ösmo, Södermanland  |           | 58.928939, 17.882491 | 10012001850003 | Ladda upp en bild av detta fornminne      |
| Ösmo 186:1                     | Stensättning                |              | Ösmo, Södermanland  |           | 58.927693, 17.882334 | 10012001860001 | Ladda upp en bild av detta fornminne      |
| Ösmo 187:1                     | Stensättning                |              | Ösmo, Södermanland  |           | 58.930703, 17.847021 | 10012001870001 | Ladda upp en bild av detta fornminne      |
| Ösmo 187:2                     | Stensättning                |              | Ösmo, Södermanland  |           | 58.930746, 17.846712 | 10012001870002 | Ladda upp en bild av detta fornminne      |
| Ösmo 187:3                     | Stensättning                |              | Ösmo, Södermanland  |           | 58.930636, 17.846468 | 10012001870003 | Ladda upp en bild av detta fornminne      |
| Ösmo 188:1                     | Gravfält                    |              | Ösmo, Södermanland  |           | 58.929323, 17.872934 | 10012001880001 | Ladda upp en bild av detta fornminne      |
| Ösmo 190:1                     | Stensättning                |              | Ösmo, Södermanland  |           | 58.936388, 17.880788 | 10012001900001 | Ladda upp en bild av detta fornminne      |
| Ösmo 193:1                     | Stensättning                |              | Ösmo, Södermanland  |           | 58.981599, 18.007921 | 10012001930001 | Ladda upp en bild av detta fornminne      |
| Ösmo 193:2                     | Stensättning                |              | Ösmo, Södermanland  |           | 58.981483, 18.007863 | 10012001930002 | Ladda upp en bild av detta fornminne      |
| Ösmo 195:1                     | Stensättning                |              | Ösmo, Södermanland  |           | 58.936532, 17.911707 | 10012001950001 | Ladda upp en bild av detta fornminne      |
| Ösmo 196:1                     | Stensättning                |              | Ösmo, Södermanland  |           | 58.980101, 17.919071 | 10012001960001 | Ladda upp en bild av detta fornminne      |
| Ösmo 196:2                     | Stensättning                |              | Ösmo, Södermanland  |           | 58.980261, 17.919153 | 10012001960002 | Ladda upp en bild av detta fornminne      |
| Ösmo 197:1                     | Stensättning                |              | Ösmo, Södermanland  |           | 58.972472, 17.916593 | 10012001970001 | Ladda upp en bild av detta fornminne      |
| 5) Hasselbacken (Ösmo 198:1)   | Stensättning                |              | Ösmo, Södermanland  |           | 58.980308, 18.007818 | 10012001980001 | Ladda upp en bild av detta fornminne      |
| 5) Hasselbacken (Ösmo 198:2)   | Stensättning                |              | Ösmo, Södermanland  |           | 58.980681, 18.007455 | 10012001980002 | Ladda upp en bild av detta fornminne      |
| Ösmo 204:1                     | Hög                         |              | Ösmo, Södermanland  |           | 58.983487, 17.875978 | 10012002040001 | Ladda upp en bild av detta fornminne      |
| Ösmo 204:2                     | Hög                         |              | Ösmo, Södermanland  |           | 58.983622, 17.875984 | 10012002040002 | Ladda upp en bild av detta fornminne      |
| Ösmo 204:3                     | Hög                         |              | Ösmo, Södermanland  |           | 58.983694, 17.875953 | 10012002040003 | Ladda upp en bild av detta fornminne      |
| Ösmo 204:4                     | Stensättning                |              | Ösmo, Södermanland  |           | 58.983727, 17.876180 | 10012002040004 | Ladda upp en bild av detta fornminne      |
| Ösmo 206:1                     | Gravfält                    |              | Ösmo, Södermanland  |           | 58.984392, 17.882195 | 10012002060001 | Ladda upp en bild av detta fornminne      |
| Ösmo 208:1                     | Gravfält                    |              | Ösmo, Södermanland  |           | 58.986383, 17.883367 | 10012002080001 | Ladda upp en bild av detta fornminne      |
| Ösmo 212:1                     | Grav- och boplatsområde     |              | Ösmo, Södermanland  |           | 58.981757, 17.889173 | 10012002120001 | Ladda upp en bild av detta fornminne      |
| Sö 254 (Ösmo 217:1)            | Runristning                 |              | Ösmo, Södermanland  | Vansta    | 58.978338, 17.874259 | 10012002170001 | Ladda upp en till bild av detta fornminne |
| Ösmo 218:1                     | Gravfält                    |              | Ösmo, Södermanland  |           | 58.976801, 17.875459 | 10012002180001 | Ladda upp en bild av detta fornminne      |
| Ösmo 221:1                     | Stensättning                |              | Ösmo, Södermanland  |           | 58.979434, 17.879221 | 10012002210001 | Ladda upp en bild av detta fornminne      |
| Ösmo 221:2                     | Stensättning                |              | Ösmo, Södermanland  |           | 58.979502, 17.879018 | 10012002210002 | Ladda upp en bild av detta fornminne      |
| Ösmo 222:1                     | Gravfält                    |              | Ösmo, Södermanland  |           | 58.973925, 17.870401 | 10012002220001 | Ladda upp en bild av detta fornminne      |
| Ösmo 223:1                     | Gravfält                    |              | Ösmo, Södermanland  |           | 58.972884, 17.868278 | 10012002230001 | Ladda upp en bild av detta fornminne      |
| Ösmo 225:1                     | Gravfält                    |              | Ösmo, Södermanland  |           | 58.970310, 17.868163 | 10012002250001 | Ladda upp en bild av detta fornminne      |
| Sö Fv1971;208 (Ösmo 225:2)     | Runristning                 |              | Ösmo, Södermanland  | Säby      | 58.970654, 17.867899 | 10012002250002 | Ladda upp en bild av detta fornminne      |
| Ösmo 226:1                     | Gravfält                    |              | Ösmo, Södermanland  |           | 58.972220, 17.873890 | 10012002260001 | Ladda upp en bild av detta fornminne      |
| Ösmo 227:1                     | Gravfält                    |              | Ösmo, Södermanland  |           | 58.981061, 17.891327 | 10012002270001 | Ladda upp en bild av detta fornminne      |
| Ösmo 229:1                     | Stensättning                |              | Ösmo, Södermanland  |           | 58.978342, 17.877661 | 10012002290001 | Ladda upp en bild av detta fornminne      |
| Ösmo 230:1                     | Röse                        |              | Ösmo, Södermanland  |           | 58.972807, 17.878196 | 10012002300001 | Ladda upp en bild av detta fornminne      |
| Ösmo 233:1                     | Stensättning                |              | Ösmo, Södermanland  |           | 58.969314, 17.868582 | 10012002330001 | Ladda upp en bild av detta fornminne      |
| Ösmo 233:2                     | Stensättning                |              | Ösmo, Södermanland  |           | 58.969285, 17.868772 | 10012002330002 | Ladda upp en bild av detta fornminne      |
| Ösmo 237:1                     | Stensättning                |              | Ösmo, Södermanland  |           | 58.965249, 17.872313 | 10012002370001 | Ladda upp en bild av detta fornminne      |
| Ösmo 237:2                     | Stensättning                |              | Ösmo, Södermanland  |           | 58.965224, 17.872121 | 10012002370002 | Ladda upp en bild av detta fornminne      |
| Ösmo 237:3                     | Stenkrets                   |              | Ösmo, Södermanland  |           | 58.965326, 17.872612 | 10012002370003 | Ladda upp en bild av detta fornminne      |
| Ösmo 238:1                     | Gravfält                    |              | Ösmo, Södermanland  |           | 58.966595, 17.873593 | 10012002380001 | Ladda upp en bild av detta fornminne      |
| Ösmo 239:1                     | Gravfält                    |              | Ösmo, Södermanland  |           | 58.966005, 17.862755 | 10012002390001 | Ladda upp en bild av detta fornminne      |
| Ösmo 241:1                     | Stensättning                |              | Ösmo, Södermanland  |           | 58.967992, 17.863603 | 10012002410001 | Ladda upp en bild av detta fornminne      |
| Ösmo 241:2                     | Röse                        |              | Ösmo, Södermanland  |           | 58.967634, 17.863501 | 10012002410002 | Ladda upp en bild av detta fornminne      |
| Ösmo 242:1                     | Stensättning                |              | Ösmo, Södermanland  |           | 58.966812, 17.863222 | 10012002420001 | Ladda upp en bild av detta fornminne      |
| Ösmo 242:2                     | Stensättning                |              | Ösmo, Södermanland  |           | 58.966545, 17.863035 | 10012002420002 | Ladda upp en bild av detta fornminne      |
| Ösmo 246:1                     | Gravfält                    |              | Ösmo, Södermanland  |           | 58.966308, 17.855555 | 10012002460001 | Ladda upp en bild av detta fornminne      |
| Ösmo 247:1                     | Gravfält                    |              | Ösmo, Södermanland  |           | 58.970232, 17.857461 | 10012002470001 | Ladda upp en bild av detta fornminne      |
| Ösmo 248:1                     | Gravfält                    |              | Ösmo, Södermanland  |           | 58.970630, 17.858547 | 10012002480001 | Ladda upp en bild av detta fornminne      |
| Ösmo 253:1                     | Hög                         |              | Ösmo, Södermanland  |           | 58.980674, 17.904372 | 10012002530001 | Ladda upp en bild av detta fornminne      |
| Ösmo 253:2                     | Stensättning                |              | Ösmo, Södermanland  |           | 58.980548, 17.904382 | 10012002530002 | Ladda upp en bild av detta fornminne      |
| Ösmo 253:3                     | Stensättning                |              | Ösmo, Södermanland  |           | 58.980607, 17.904612 | 10012002530003 | Ladda upp en bild av detta fornminne      |
| Ösmo 253:4                     | Stensättning                |              | Ösmo, Södermanland  |           | 58.980522, 17.904885 | 10012002530004 | Ladda upp en bild av detta fornminne      |
| Ösmo 254:1                     | Gravfält                    |              | Ösmo, Södermanland  |           | 58.980980, 17.909660 | 10012002540001 | Ladda upp en bild av detta fornminne      |
| Ösmo 257:1                     | Gravfält                    |              | Ösmo, Södermanland  |           | 58.979925, 17.912757 | 10012002570001 | Ladda upp en bild av detta fornminne      |
| Ösmo 258:1                     | Gravfält                    |              | Ösmo, Södermanland  |           | 58.981411, 17.915698 | 10012002580001 | Ladda upp en bild av detta fornminne      |
| Ösmo 259:1                     | Gravfält                    |              | Ösmo, Södermanland  |           | 58.985221, 17.910104 | 10012002590001 | Ladda upp en bild av detta fornminne      |
| Ösmo 263:1                     | Gravfält                    |              | Ösmo, Södermanland  |           | 58.985871, 17.915332 | 10012002630001 | Ladda upp en bild av detta fornminne      |
| Ösmo 265:1                     | Gravfält                    |              | Ösmo, Södermanland  |           | 58.985369, 17.926342 | 10012002650001 | Ladda upp en bild av detta fornminne      |
| Ösmo 266:1                     | Gravfält                    |              | Ösmo, Södermanland  |           | 58.984559, 17.919718 | 10012002660001 | Ladda upp en bild av detta fornminne      |
| Ösmo 267:1                     | Stensättning                |              | Ösmo, Södermanland  |           | 58.985065, 17.923892 | 10012002670001 | Ladda upp en bild av detta fornminne      |
| Ösmo 269:1                     | Röse                        |              | Ösmo, Södermanland  |           | 58.984104, 17.921002 | 10012002690001 | Ladda upp en bild av detta fornminne      |
| Ösmo 269:2                     | Röse                        |              | Ösmo, Södermanland  |           | 58.984036, 17.920737 | 10012002690002 | Ladda upp en bild av detta fornminne      |
| Ösmo 270:1                     | Stensättning                |              | Ösmo, Södermanland  |           | 58.982880, 17.934116 | 10012002700001 | Ladda upp en bild av detta fornminne      |
| Ösmo 270:2                     | Stensättning                |              | Ösmo, Södermanland  |           | 58.982785, 17.933850 | 10012002700002 | Ladda upp en bild av detta fornminne      |
| Ösmo 270:3                     | Stensättning                |              | Ösmo, Södermanland  |           | 58.982635, 17.933684 | 10012002700003 | Ladda upp en bild av detta fornminne      |
| Ösmo 270:4                     | Stensättning                |              | Ösmo, Södermanland  |           | 58.982474, 17.933675 | 10012002700004 | Ladda upp en bild av detta fornminne      |
| Ösmo 271:1                     | Stensättning                |              | Ösmo, Södermanland  |           | 58.981382, 17.931289 | 10012002710001 | Ladda upp en bild av detta fornminne      |
| Ösmo 272:1                     | Röse                        |              | Ösmo, Södermanland  |           | 58.986143, 17.935085 | 10012002720001 | Ladda upp en bild av detta fornminne      |
| Ösmo 272:2                     | Stensättning                |              | Ösmo, Södermanland  |           | 58.986357, 17.935132 | 10012002720002 | Ladda upp en bild av detta fornminne      |
| Ösmo 272:3                     | Stensättning                |              | Ösmo, Södermanland  |           | 58.985669, 17.934937 | 10012002720003 | Ladda upp en bild av detta fornminne      |
| Ösmo 276:1                     | Gravfält                    |              | Ösmo, Södermanland  |           | 58.978011, 17.919918 | 10012002760001 | Ladda upp en bild av detta fornminne      |
| Ösmo 277:1                     | Röse                        |              | Ösmo, Södermanland  |           | 58.978900, 17.917141 | 10012002770001 | Ladda upp en bild av detta fornminne      |
| Ösmo 278:1                     | Stensättning                |              | Ösmo, Södermanland  |           | 58.979281, 17.916421 | 10012002780001 | Ladda upp en bild av detta fornminne      |
| Ösmo 279:1                     | Stensättning                |              | Ösmo, Södermanland  |           | 58.974446, 17.915239 | 10012002790001 | Ladda upp en bild av detta fornminne      |
| Ösmo 279:2                     | Stensättning                |              | Ösmo, Södermanland  |           | 58.974554, 17.915212 | 10012002790002 | Ladda upp en bild av detta fornminne      |
| Ösmo 280:1                     | Stensättning                |              | Ösmo, Södermanland  |           | 58.973212, 17.919620 | 10012002800001 | Ladda upp en bild av detta fornminne      |
| Ösmo 280:2                     | Stensättning                |              | Ösmo, Södermanland  |           | 58.973244, 17.919831 | 10012002800002 | Ladda upp en bild av detta fornminne      |
| Ösmo 281:1                     | Stensättning                |              | Ösmo, Södermanland  |           | 58.976217, 17.908729 | 10012002810001 | Ladda upp en bild av detta fornminne      |
| Ösmo 281:2                     | Stensättning                |              | Ösmo, Södermanland  |           | 58.976068, 17.908477 | 10012002810002 | Ladda upp en bild av detta fornminne      |
| Ösmo 282:2                     | Gravfält                    |              | Ösmo, Södermanland  |           | 58.975057, 17.907497 | 10012002820002 | Ladda upp en bild av detta fornminne      |
| Ösmo 284:1                     | Stensättning                |              | Ösmo, Södermanland  |           | 58.980408, 17.894148 | 10012002840001 | Ladda upp en bild av detta fornminne      |
| Ösmo 285:1                     | Röse                        |              | Ösmo, Södermanland  |           | 58.982088, 17.897512 | 10012002850001 | Ladda upp en bild av detta fornminne      |
| Ösmo 286:1                     | Grav markerad av sten/block |              | Ösmo, Södermanland  |           | 58.982829, 17.898845 | 10012002860001 | Ladda upp en bild av detta fornminne      |
| Ösmo 286:2                     | Stensättning                |              | Ösmo, Södermanland  |           | 58.982597, 17.898915 | 10012002860002 | Ladda upp en bild av detta fornminne      |
| Ösmo 286:3                     | Stensättning                |              | Ösmo, Södermanland  |           | 58.982730, 17.899014 | 10012002860003 | Ladda upp en bild av detta fornminne      |
| Ösmo 287:1                     | Stensättning                |              | Ösmo, Södermanland  |           | 58.982061, 17.898953 | 10012002870001 | Ladda upp en bild av detta fornminne      |
| Ösmo 288:1                     | Gravfält                    |              | Ösmo, Södermanland  |           | 58.980547, 17.896424 | 10012002880001 | Ladda upp en bild av detta fornminne      |
| Ösmo 289:1                     | Gravfält                    |              | Ösmo, Södermanland  |           | 58.980910, 17.898291 | 10012002890001 | Ladda upp en bild av detta fornminne      |
| Ösmo 290:1                     | Stensättning                |              | Ösmo, Södermanland  |           | 58.980956, 17.899310 | 10012002900001 | Ladda upp en bild av detta fornminne      |
| Ösmo 290:2                     | Stensättning                |              | Ösmo, Södermanland  |           | 58.980915, 17.899672 | 10012002900002 | Ladda upp en bild av detta fornminne      |
| Ösmo 291:1                     | Gravfält                    |              | Ösmo, Södermanland  |           | 58.979526, 17.897574 | 10012002910001 | Ladda upp en bild av detta fornminne      |
| Ösmo 292:1                     | Stensättning                |              | Ösmo, Södermanland  |           | 58.973912, 17.905556 | 10012002920001 | Ladda upp en bild av detta fornminne      |
| Ösmo 292:2                     | Stensättning                |              | Ösmo, Södermanland  |           | 58.973929, 17.905035 | 10012002920002 | Ladda upp en bild av detta fornminne      |
| Ösmo 292:4                     | Stensättning                |              | Ösmo, Södermanland  |           | 58.973749, 17.905095 | 10012002920004 | Ladda upp en bild av detta fornminne      |
| Ösmo 293:1                     | Gravfält                    |              | Ösmo, Södermanland  |           | 58.973122, 17.901587 | 10012002930001 | Ladda upp en bild av detta fornminne      |
| Ösmo 294:1                     | Stensättning                |              | Ösmo, Södermanland  |           | 58.986134, 17.926805 | 10012002940001 | Ladda upp en bild av detta fornminne      |
| Ösmo 295:1                     | Stensättning                |              | Ösmo, Södermanland  |           | 58.986482, 17.926947 | 10012002950001 | Ladda upp en bild av detta fornminne      |
| Ösmo 295:2                     | Stensättning                |              | Ösmo, Södermanland  |           | 58.986645, 17.926852 | 10012002950002 | Ladda upp en bild av detta fornminne      |
| Ösmo 295:3                     | Stensättning                |              | Ösmo, Södermanland  |           | 58.986522, 17.926671 | 10012002950003 | Ladda upp en bild av detta fornminne      |
| Ösmo 295:4                     | Stensättning                |              | Ösmo, Södermanland  |           | 58.986606, 17.926467 | 10012002950004 | Ladda upp en bild av detta fornminne      |
| Ösmo 297:1                     | Stensättning                |              | Ösmo, Södermanland  |           | 58.970609, 17.904327 | 10012002970001 | Ladda upp en bild av detta fornminne      |
| Ösmo 297:2                     | Stensättning                |              | Ösmo, Södermanland  |           | 58.970534, 17.904514 | 10012002970002 | Ladda upp en bild av detta fornminne      |
| Ösmo 297:3                     | Stensättning                |              | Ösmo, Södermanland  |           | 58.970434, 17.905063 | 10012002970003 | Ladda upp en bild av detta fornminne      |
| Ösmo 300:1                     | Stensättning                |              | Ösmo, Södermanland  |           | 58.966423, 17.898161 | 10012003000001 | Ladda upp en bild av detta fornminne      |
| Sö Fv1948;298 (Ösmo 301:1)     | Runristning                 |              | Ösmo, Södermanland  | Ådala     | 59.028991, 17.988047 | 10012003010001 | Ladda upp en till bild av detta fornminne |
| Ösmo 303:1                     | Gravfält                    |              | Ösmo, Södermanland  |           | 59.031093, 17.988106 | 10012003030001 | Ladda upp en bild av detta fornminne      |
| Ösmo 306:1                     | Gravfält                    |              | Ösmo, Södermanland  |           | 59.050117, 17.961131 | 10012003060001 | Ladda upp en bild av detta fornminne      |
| Ösmo 308:1                     | Gravfält                    |              | Ösmo, Södermanland  |           | 59.049563, 17.959645 | 10012003080001 | Ladda upp en bild av detta fornminne      |
| Ösmo 311:1                     | Gravfält                    |              | Ösmo, Södermanland  |           | 59.025663, 17.986103 | 10012003110001 | Ladda upp en bild av detta fornminne      |
| Ösmo 312:1                     | Röse                        |              | Ösmo, Södermanland  |           | 59.026010, 17.982161 | 10012003120001 | Ladda upp en bild av detta fornminne      |
| Ösmo 312:2                     | Stensättning                |              | Ösmo, Södermanland  |           | 59.025838, 17.982622 | 10012003120002 | Ladda upp en bild av detta fornminne      |
| Ösmo 312:3                     | Stensättning                |              | Ösmo, Södermanland  |           | 59.026070, 17.983132 | 10012003120003 | Ladda upp en bild av detta fornminne      |
| Hammersta ruin (Ösmo 314:1)    | Slott/herresäte             | ca. 1400     | Ösmo, Södermanland  | Hammersta | 59.019474, 17.990560 | 10012003140001 | Ladda upp en till bild av detta fornminne |
| Ösmo 315:1                     | Fornborg                    |              | Ösmo, Södermanland  |           | 59.023902, 18.000258 | 10012003150001 | Ladda upp en bild av detta fornminne      |
| Ösmo 317:1                     | Gravfält                    |              | Ösmo, Södermanland  |           | 59.012545, 18.010856 | 10012003170001 | Ladda upp en bild av detta fornminne      |
| Ösmo 319:1                     | Fornborg                    |              | Ösmo, Södermanland  |           | 59.015488, 17.999058 | 10012003190001 | Ladda upp en bild av detta fornminne      |
| Ösmo 320:1                     | Gravfält                    |              | Ösmo, Södermanland  |           | 59.019460, 17.976908 | 10012003200001 | Ladda upp en bild av detta fornminne      |
| Ösmo 321:1                     | Gravfält                    |              | Ösmo, Södermanland  |           | 59.015501, 17.973071 | 10012003210001 | Ladda upp en bild av detta fornminne      |
| Ösmo 322:1                     | Gravfält                    |              | Ösmo, Södermanland  |           | 59.013372, 17.974062 | 10012003220001 | Ladda upp en bild av detta fornminne      |
| Ösmo 323:1                     | Stensättning                |              | Ösmo, Södermanland  |           | 59.015836, 17.963781 | 10012003230001 | Ladda upp en bild av detta fornminne      |
| Ösmo 324:1                     | Gravfält                    |              | Ösmo, Södermanland  |           | 59.026813, 17.980898 | 10012003240001 | Ladda upp en bild av detta fornminne      |
| Ösmo 326:1                     | Gravfält                    |              | Ösmo, Södermanland  |           | 59.025874, 17.979238 | 10012003260001 | Ladda upp en bild av detta fornminne      |
| Ösmo 327:1                     | Stensättning                |              | Ösmo, Södermanland  |           | 59.026606, 17.979281 | 10012003270001 | Ladda upp en bild av detta fornminne      |
| Ösmo 328:1                     | Stensättning                |              | Ösmo, Södermanland  |           | 59.027417, 17.980218 | 10012003280001 | Ladda upp en bild av detta fornminne      |
| Ösmo 328:2                     | Stensättning                |              | Ösmo, Södermanland  |           | 59.027517, 17.980102 | 10012003280002 | Ladda upp en bild av detta fornminne      |
| Ösmo 329:1                     | Hög                         |              | Ösmo, Södermanland  |           | 59.027852, 17.976030 | 10012003290001 | Ladda upp en bild av detta fornminne      |
| Ösmo 331:1                     | Stensättning                |              | Ösmo, Södermanland  |           | 59.025402, 17.972104 | 10012003310001 | Ladda upp en bild av detta fornminne      |
| Ösmo 333:1                     | Gravfält                    |              | Ösmo, Södermanland  |           | 59.024464, 17.970283 | 10012003330001 | Ladda upp en bild av detta fornminne      |
| Ösmo 334:1                     | Stensättning                |              | Ösmo, Södermanland  |           | 59.022879, 17.968853 | 10012003340001 | Ladda upp en bild av detta fornminne      |
| Ösmo 335:1                     | Gravfält                    |              | Ösmo, Södermanland  |           | 59.026301, 17.967480 | 10012003350001 | Ladda upp en bild av detta fornminne      |
| Ösmo 337:1                     | Stensättning                |              | Ösmo, Södermanland  |           | 59.029321, 17.973960 | 10012003370001 | Ladda upp en bild av detta fornminne      |
| Ösmo 339:1                     | Stensättning                |              | Ösmo, Södermanland  |           | 59.030042, 17.969267 | 10012003390001 | Ladda upp en bild av detta fornminne      |
| Ösmo 339:2                     | Stensättning                |              | Ösmo, Södermanland  |           | 59.029953, 17.969244 | 10012003390002 | Ladda upp en bild av detta fornminne      |
| Ösmo 340:1                     | Fornborg                    |              | Ösmo, Södermanland  |           | 59.031943, 17.952147 | 10012003400001 | Ladda upp en bild av detta fornminne      |
| Ösmo 341:1                     | Stensättning                |              | Ösmo, Södermanland  |           | 59.027831, 17.966139 | 10012003410001 | Ladda upp en bild av detta fornminne      |
| Ösmo 341:2                     | Stensättning                |              | Ösmo, Södermanland  |           | 59.027715, 17.966132 | 10012003410002 | Ladda upp en bild av detta fornminne      |
| Ösmo 342:1                     | Gravfält                    |              | Ösmo, Södermanland  |           | 59.026148, 17.964772 | 10012003420001 | Ladda upp en bild av detta fornminne      |
| Ösmo 344:1                     | Stensättning                |              | Ösmo, Södermanland  |           | 59.024471, 17.963586 | 10012003440001 | Ladda upp en bild av detta fornminne      |
| Ösmo 344:2                     | Stensättning                |              | Ösmo, Södermanland  |           | 59.024612, 17.963211 | 10012003440002 | Ladda upp en bild av detta fornminne      |
| Ösmo 345:1                     | Gravfält                    |              | Ösmo, Södermanland  |           | 59.023850, 17.962902 | 10012003450001 | Ladda upp en bild av detta fornminne      |
| Ösmo 346:1                     | Gravfält                    |              | Ösmo, Södermanland  |           | 59.020758, 17.963556 | 10012003460001 | Ladda upp en bild av detta fornminne      |
| Ösmo 347:1                     | Stensättning                |              | Ösmo, Södermanland  |           | 59.021423, 17.962828 | 10012003470001 | Ladda upp en bild av detta fornminne      |
| Ösmo 348:3                     | Stensättning                |              | Ösmo, Södermanland  |           | 59.023142, 17.962514 | 10012003480003 | Ladda upp en bild av detta fornminne      |
| Ösmo 350:1                     | Grav markerad av sten/block |              | Ösmo, Södermanland  |           | 59.012276, 17.962453 | 10012003500001 | Ladda upp en bild av detta fornminne      |
| Ösmo 351:2                     | Hög                         |              | Ösmo, Södermanland  |           | 59.010928, 17.962059 | 10012003510002 | Ladda upp en bild av detta fornminne      |
| Ösmo 351:3                     | Stensättning                |              | Ösmo, Södermanland  |           | 59.011053, 17.962084 | 10012003510003 | Ladda upp en bild av detta fornminne      |
| Ösmo 353:1                     | Gravfält                    |              | Ösmo, Södermanland  |           | 59.010228, 17.958757 | 10012003530001 | Ladda upp en bild av detta fornminne      |
| Ösmo 354:1                     | Gravfält                    |              | Ösmo, Södermanland  |           | 59.008677, 17.958858 | 10012003540001 | Ladda upp en bild av detta fornminne      |
| Ösmo 357:1                     | Gravfält                    |              | Ösmo, Södermanland  |           | 59.011195, 17.960779 | 10012003570001 | Ladda upp en bild av detta fornminne      |
| Ösmo 359:1                     | Gravfält                    |              | Ösmo, Södermanland  |           | 59.018904, 17.962254 | 10012003590001 | Ladda upp en bild av detta fornminne      |
| Ösmo 360:1                     | Hög                         |              | Ösmo, Södermanland  |           | 59.019569, 17.963779 | 10012003600001 | Ladda upp en bild av detta fornminne      |
| Ösmo 369:1                     | Stensättning                |              | Ösmo, Södermanland  |           | 58.988516, 17.927254 | 10012003690001 | Ladda upp en bild av detta fornminne      |
| Ösmo 370:1                     | Stensättning                |              | Ösmo, Södermanland  |           | 59.006999, 17.918145 | 10012003700001 | Ladda upp en bild av detta fornminne      |
| Ösmo 370:2                     | Stensättning                |              | Ösmo, Södermanland  |           | 59.006874, 17.918103 | 10012003700002 | Ladda upp en bild av detta fornminne      |
| Ösmo 372:1                     | Röse                        |              | Ösmo, Södermanland  |           | 58.993346, 17.924346 | 10012003720001 | Ladda upp en bild av detta fornminne      |
| Ösmo 372:2                     | Stensättning                |              | Ösmo, Södermanland  |           | 58.993178, 17.924197 | 10012003720002 | Ladda upp en bild av detta fornminne      |
| Ösmo 373:1                     | Stensättning                |              | Ösmo, Södermanland  |           | 58.991448, 17.915122 | 10012003730001 | Ladda upp en bild av detta fornminne      |
| Ösmo 374:1                     | Stensättning                |              | Ösmo, Södermanland  |           | 58.993421, 17.921526 | 10012003740001 | Ladda upp en bild av detta fornminne      |
| Ösmo 374:2                     | Grav markerad av sten/block |              | Ösmo, Södermanland  |           | 58.993515, 17.921463 | 10012003740002 | Ladda upp en bild av detta fornminne      |
| Ösmo 374:3                     | Stensättning                |              | Ösmo, Södermanland  |           | 58.993146, 17.921551 | 10012003740003 | Ladda upp en bild av detta fornminne      |
| Ösmo 376:1                     | Stensättning                |              | Ösmo, Södermanland  |           | 59.004373, 17.887755 | 10012003760001 | Ladda upp en bild av detta fornminne      |
| Vikingaborgen (Ösmo 378:1)     | Fornborg                    |              | Ösmo, Södermanland  |           | 59.014366, 17.881540 | 10012003780001 | Ladda upp en bild av detta fornminne      |
| Ösmo 381:1                     | Fornborg                    |              | Ösmo, Södermanland  |           | 58.951238, 17.934814 | 10012003810001 | Ladda upp en bild av detta fornminne      |
| Ösmo 383:1                     | Stensättning                |              | Ösmo, Södermanland  |           | 58.950931, 17.955984 | 10012003830001 | Ladda upp en bild av detta fornminne      |
| Ösmo 387:1                     | Stensättning                |              | Ösmo, Södermanland  |           | 58.968234, 17.900655 | 10012003870001 | Ladda upp en bild av detta fornminne      |
| Ösmo 390:1                     | Gravfält                    |              | Ösmo, Södermanland  |           | 58.961592, 17.907326 | 10012003900001 | Ladda upp en bild av detta fornminne      |
| Ösmo 392:1                     | Stensättning                |              | Ösmo, Södermanland  |           | 58.963620, 17.908546 | 10012003920001 | Ladda upp en bild av detta fornminne      |
| Ösmo 392:2                     | Röse                        |              | Ösmo, Södermanland  |           | 58.963942, 17.909042 | 10012003920002 | Ladda upp en bild av detta fornminne      |
| Ösmo 393:1                     | Gravfält                    |              | Ösmo, Södermanland  |           | 58.958742, 17.896733 | 10012003930001 | Ladda upp en bild av detta fornminne      |
| Ösmo 394:1                     | Stensättning                |              | Ösmo, Södermanland  |           | 58.959579, 17.896166 | 10012003940001 | Ladda upp en bild av detta fornminne      |
| Ösmo 400:1                     | Stensättning                |              | Ösmo, Södermanland  |           | 58.989137, 17.884494 | 10012004000001 | Ladda upp en bild av detta fornminne      |
| Ösmo 401:1                     | Stensättning                |              | Ösmo, Södermanland  |           | 58.967475, 17.901401 | 10012004010001 | Ladda upp en bild av detta fornminne      |
| Ösmo 402:1                     | Stensättning                |              | Ösmo, Södermanland  |           | 58.965990, 17.904562 | 10012004020001 | Ladda upp en bild av detta fornminne      |
| Ösmo 402:2                     | Stensättning                |              | Ösmo, Södermanland  |           | 58.966087, 17.904656 | 10012004020002 | Ladda upp en bild av detta fornminne      |
| Ösmo 403:1                     | Gravfält                    |              | Ösmo, Södermanland  |           | 58.976238, 17.922254 | 10012004030001 | Ladda upp en bild av detta fornminne      |
| Ösmo 404:1                     | Stensättning                |              | Ösmo, Södermanland  |           | 58.975726, 17.923818 | 10012004040001 | Ladda upp en bild av detta fornminne      |
| Ösmo 404:2                     | Stensättning                |              | Ösmo, Södermanland  |           | 58.975953, 17.923696 | 10012004040002 | Ladda upp en bild av detta fornminne      |
| Ösmo 406:1                     | Stensättning                |              | Ösmo, Södermanland  |           | 58.972779, 17.920232 | 10012004060001 | Ladda upp en bild av detta fornminne      |
| Ösmo 409:1                     | Stensättning                |              | Ösmo, Södermanland  |           | 58.968719, 17.918410 | 10012004090001 | Ladda upp en bild av detta fornminne      |
| Ösmo 410:1                     | Gravfält                    |              | Ösmo, Södermanland  |           | 58.967823, 17.919945 | 10012004100001 | Ladda upp en bild av detta fornminne      |
| Ösmo 411:1                     | Stensättning                |              | Ösmo, Södermanland  |           | 58.964932, 17.908035 | 10012004110001 | Ladda upp en bild av detta fornminne      |
| Ösmo 413:1                     | Stensättning                |              | Ösmo, Södermanland  |           | 58.964788, 17.920214 | 10012004130001 | Ladda upp en bild av detta fornminne      |
| Ösmo 413:2                     | Stensättning                |              | Ösmo, Södermanland  |           | 58.964664, 17.920118 | 10012004130002 | Ladda upp en bild av detta fornminne      |
| Ösmo 413:3                     | Stensättning                |              | Ösmo, Södermanland  |           | 58.964589, 17.920269 | 10012004130003 | Ladda upp en bild av detta fornminne      |
| Ösmo 415:1                     | Stensättning                |              | Ösmo, Södermanland  |           | 58.968188, 17.920824 | 10012004150001 | Ladda upp en bild av detta fornminne      |
| Ösmo 419:1                     | Stensättning                |              | Ösmo, Södermanland  |           | 58.985388, 17.939808 | 10012004190001 | Ladda upp en bild av detta fornminne      |
| Ösmo 420:1                     | Stensättning                |              | Ösmo, Södermanland  |           | 58.985570, 17.940793 | 10012004200001 | Ladda upp en bild av detta fornminne      |
| Ösmo 420:2                     | Stensättning                |              | Ösmo, Södermanland  |           | 58.985480, 17.940787 | 10012004200002 | Ladda upp en bild av detta fornminne      |
| Ösmo 422:1                     | Stensättning                |              | Ösmo, Södermanland  |           | 58.985701, 17.944412 | 10012004220001 | Ladda upp en bild av detta fornminne      |
| Ösmo 425:1                     | Stensättning                |              | Ösmo, Södermanland  |           | 58.999956, 17.967478 | 10012004250001 | Ladda upp en bild av detta fornminne      |
| Ösmo 426:1                     | Gravfält                    |              | Ösmo, Södermanland  |           | 59.008186, 17.966008 | 10012004260001 | Ladda upp en bild av detta fornminne      |
| Sö 250 (Ösmo 428:1)            | Runristning                 |              | Ösmo, Södermanland  | Jursta    | 59.004439, 17.951902 | 10012004280001 | Ladda upp en till bild av detta fornminne |
| Ösmo 429:1                     | Gravfält                    |              | Ösmo, Södermanland  |           | 59.004743, 17.955075 | 10012004290001 | Ladda upp en bild av detta fornminne      |
| Ösmo 430:1                     | Gravfält                    |              | Ösmo, Södermanland  |           | 59.007511, 17.962364 | 10012004300001 | Ladda upp en bild av detta fornminne      |
| Ösmo 431:1                     | Gravfält                    |              | Ösmo, Södermanland  |           | 59.002379, 17.961028 | 10012004310001 | Ladda upp en bild av detta fornminne      |
| Ösmo 432:1                     | Gravfält                    |              | Ösmo, Södermanland  |           | 58.997032, 17.958663 | 10012004320001 | Ladda upp en bild av detta fornminne      |
| Ösmo 433:1                     | Stensättning                |              | Ösmo, Södermanland  |           | 58.998909, 17.957951 | 10012004330001 | Ladda upp en bild av detta fornminne      |
| Ösmo 433:2                     | Stensättning                |              | Ösmo, Södermanland  |           | 58.998979, 17.958111 | 10012004330002 | Ladda upp en bild av detta fornminne      |
| Ösmo 434:1                     | Gravfält                    |              | Ösmo, Södermanland  |           | 58.998472, 17.959153 | 10012004340001 | Ladda upp en bild av detta fornminne      |
| Ösmo 435:1                     | Stensättning                |              | Ösmo, Södermanland  |           | 59.003830, 17.967181 | 10012004350001 | Ladda upp en bild av detta fornminne      |
| Ösmo 435:2                     | Stensättning                |              | Ösmo, Södermanland  |           | 59.003701, 17.967417 | 10012004350002 | Ladda upp en bild av detta fornminne      |
| Ösmo 435:3                     | Stensättning                |              | Ösmo, Södermanland  |           | 59.003574, 17.967514 | 10012004350003 | Ladda upp en bild av detta fornminne      |
| Ösmo 437:1                     | Stensättning                |              | Ösmo, Södermanland  |           | 58.996072, 17.959683 | 10012004370001 | Ladda upp en bild av detta fornminne      |
| Ösmo 439:1                     | Gravfält                    |              | Ösmo, Södermanland  |           | 58.994170, 17.960308 | 10012004390001 | Ladda upp en bild av detta fornminne      |
| Ösmo 440:1                     | Stensättning                |              | Ösmo, Södermanland  |           | 58.998587, 17.962508 | 10012004400001 | Ladda upp en bild av detta fornminne      |
| Ösmo 441:1                     | Stensättning                |              | Ösmo, Södermanland  |           | 58.993889, 17.962653 | 10012004410001 | Ladda upp en bild av detta fornminne      |
| Ösmo 444:1                     | Hög                         |              | Ösmo, Södermanland  |           | 59.000079, 17.947128 | 10012004440001 | Ladda upp en bild av detta fornminne      |
| Ösmo 445:1                     | Gravfält                    |              | Ösmo, Södermanland  |           | 59.005923, 17.952320 | 10012004450001 | Ladda upp en bild av detta fornminne      |
| Ösmo 446:1                     | Gravfält                    |              | Ösmo, Södermanland  |           | 59.006487, 17.950601 | 10012004460001 | Ladda upp en bild av detta fornminne      |
| Ösmo 448:1                     | Stensättning                |              | Ösmo, Södermanland  |           | 59.007684, 17.956419 | 10012004480001 | Ladda upp en bild av detta fornminne      |
| Ösmo 449:1                     | Gravfält                    |              | Ösmo, Södermanland  |           | 59.004503, 17.943844 | 10012004490001 | Ladda upp en bild av detta fornminne      |
| Ösmo 450:1                     | Gravfält                    |              | Ösmo, Södermanland  |           | 58.995910, 17.937092 | 10012004500001 | Ladda upp en bild av detta fornminne      |
| Oges sten (Ösmo 452:1)         | Gravfält                    |              | Ösmo, Södermanland  |           | 58.995692, 17.948808 | 10012004520001 | Ladda upp en bild av detta fornminne      |
| Ösmo 456:1                     | Stensättning                |              | Ösmo, Södermanland  |           | 58.988576, 17.952620 | 10012004560001 | Ladda upp en bild av detta fornminne      |
| Ösmo 459:1                     | Stensättning                |              | Ösmo, Södermanland  |           | 58.995877, 17.954887 | 10012004590001 | Ladda upp en bild av detta fornminne      |
| Ösmo 459:2                     | Stensättning                |              | Ösmo, Södermanland  |           | 58.995658, 17.954491 | 10012004590002 | Ladda upp en bild av detta fornminne      |
| Ösmo 460:1                     | Stensättning                |              | Ösmo, Södermanland  |           | 58.993428, 17.952988 | 10012004600001 | Ladda upp en bild av detta fornminne      |
| Ösmo 461:1                     | Gravfält                    |              | Ösmo, Södermanland  |           | 58.990178, 17.955943 | 10012004610001 | Ladda upp en bild av detta fornminne      |
| Ösmo 462:1                     | Stensättning                |              | Ösmo, Södermanland  |           | 58.993348, 17.958759 | 10012004620001 | Ladda upp en bild av detta fornminne      |
| Ösmo 463:1                     | Stensättning                |              | Ösmo, Södermanland  |           | 58.988624, 17.958207 | 10012004630001 | Ladda upp en bild av detta fornminne      |
| Ösmo 463:2                     | Stensättning                |              | Ösmo, Södermanland  |           | 58.988543, 17.958202 | 10012004630002 | Ladda upp en bild av detta fornminne      |
| Ösmo 463:3                     | Stensättning                |              | Ösmo, Södermanland  |           | 58.988819, 17.957801 | 10012004630003 | Ladda upp en bild av detta fornminne      |
| Ösmo 463:4                     | Stensättning                |              | Ösmo, Södermanland  |           | 58.988899, 17.957840 | 10012004630004 | Ladda upp en bild av detta fornminne      |
| Ösmo 464:1                     | Stensättning                |              | Ösmo, Södermanland  |           | 58.992448, 17.944337 | 10012004640001 | Ladda upp en bild av detta fornminne      |
| Ösmo 464:2                     | Stensättning                |              | Ösmo, Södermanland  |           | 58.992136, 17.944180 | 10012004640002 | Ladda upp en bild av detta fornminne      |
| Ösmo 464:3                     | Stensättning                |              | Ösmo, Södermanland  |           | 58.992137, 17.944701 | 10012004640003 | Ladda upp en bild av detta fornminne      |
| Ösmo 466:1                     | Stensättning                |              | Ösmo, Södermanland  |           | 58.993486, 17.947493 | 10012004660001 | Ladda upp en bild av detta fornminne      |
| Ösmo 467:1                     | Stensättning                |              | Ösmo, Södermanland  |           | 58.994496, 17.948352 | 10012004670001 | Ladda upp en bild av detta fornminne      |
| Ösmo 468:1                     | Gravfält                    |              | Ösmo, Södermanland  |           | 58.989415, 17.941066 | 10012004680001 | Ladda upp en bild av detta fornminne      |
| Ösmo 469:1                     | Gravfält                    |              | Ösmo, Södermanland  |           | 58.963818, 17.862127 | 10012004690001 | Ladda upp en bild av detta fornminne      |
| Ösmo 470:1                     | Gravfält                    |              | Ösmo, Södermanland  |           | 58.963757, 17.860672 | 10012004700001 | Ladda upp en bild av detta fornminne      |
| Ösmo 471:1                     | Stensättning                |              | Ösmo, Södermanland  |           | 58.963463, 17.857316 | 10012004710001 | Ladda upp en bild av detta fornminne      |
| Ösmo 472:1                     | Gravfält                    |              | Ösmo, Södermanland  |           | 58.962771, 17.856989 | 10012004720001 | Ladda upp en bild av detta fornminne      |
| Ösmo 473:1                     | Gravfält                    |              | Ösmo, Södermanland  |           | 58.965303, 17.853897 | 10012004730001 | Ladda upp en bild av detta fornminne      |
| Ösmo 474:1                     | Gravfält                    |              | Ösmo, Södermanland  |           | 58.959855, 17.855510 | 10012004740001 | Ladda upp en bild av detta fornminne      |
| Sö 251 (Ösmo 474:2)            | Runristning                 |              | Ösmo, Södermanland  | Klastorp  | 58.959583, 17.855530 | 10012004740002 | Ladda upp en till bild av detta fornminne |
| Ösmo 476:1                     | Gravfält                    |              | Ösmo, Södermanland  |           | 58.957508, 17.853487 | 10012004760001 | Ladda upp en bild av detta fornminne      |
| Ösmo 477:1                     | Hög                         |              | Ösmo, Södermanland  |           | 58.954461, 17.850142 | 10012004770001 | Ladda upp en bild av detta fornminne      |
| Ösmo 478:1                     | Stensättning                |              | Ösmo, Södermanland  |           | 58.954600, 17.849193 | 10012004780001 | Ladda upp en bild av detta fornminne      |
| Ösmo 478:2                     | Stensättning                |              | Ösmo, Södermanland  |           | 58.954540, 17.849034 | 10012004780002 | Ladda upp en bild av detta fornminne      |
| Ösmo 478:3                     | Stensättning                |              | Ösmo, Södermanland  |           | 58.954670, 17.848710 | 10012004780003 | Ladda upp en bild av detta fornminne      |
| Ösmo 478:4                     | Stensättning                |              | Ösmo, Södermanland  |           | 58.954658, 17.848953 | 10012004780004 | Ladda upp en bild av detta fornminne      |
| Ösmo 481:1                     | Hög                         |              | Ösmo, Södermanland  |           | 58.956726, 17.861863 | 10012004810001 | Ladda upp en bild av detta fornminne      |
| Ösmo 481:2                     | Stensättning                |              | Ösmo, Södermanland  |           | 58.956852, 17.861836 | 10012004810002 | Ladda upp en bild av detta fornminne      |
| Ösmo 483:1                     | Stensättning                |              | Ösmo, Södermanland  |           | 58.961652, 17.870274 | 10012004830001 | Ladda upp en bild av detta fornminne      |
| Ösmo 484:1                     | Stensättning                |              | Ösmo, Södermanland  |           | 58.960327, 17.873018 | 10012004840001 | Ladda upp en bild av detta fornminne      |
| Ösmo 486:1                     | Gravfält                    |              | Ösmo, Södermanland  |           | 58.964161, 17.872473 | 10012004860001 | Ladda upp en bild av detta fornminne      |
| Ösmo 488:1                     | Gravfält                    |              | Ösmo, Södermanland  |           | 58.962143, 17.887375 | 10012004880001 | Ladda upp en bild av detta fornminne      |
| Ösmo 489:1                     | Gravfält                    |              | Ösmo, Södermanland  |           | 58.961154, 17.889695 | 10012004890001 | Ladda upp en till bild av detta fornminne |
| Sö 258 (Ösmo 489:2)            | Runristning                 |              | Ösmo, Södermanland  | Älby      | 58.959735, 17.890135 | 10012004890002 | Ladda upp en till bild av detta fornminne |
| Sö 256 (Ösmo 489:3)            | Runristning                 |              | Ösmo, Södermanland  | Älby      | 58.959429, 17.889968 | 10012004890003 | Ladda upp en till bild av detta fornminne |
| Ösmo 494:1                     | Stensättning                |              | Ösmo, Södermanland  |           | 58.962993, 17.886608 | 10012004940001 | Ladda upp en bild av detta fornminne      |
| Ösmo 498:1                     | Stensättning                |              | Ösmo, Södermanland  |           | 58.999817, 17.959656 | 10012004980001 | Ladda upp en bild av detta fornminne      |
| Ösmo 502:1                     | Stensättning                |              | Ösmo, Södermanland  |           | 58.944630, 17.903954 | 10012005020001 | Ladda upp en bild av detta fornminne      |
| Ösmo 503:1                     | Stensättning                |              | Ösmo, Södermanland  |           | 58.944957, 17.903211 | 10012005030001 | Ladda upp en bild av detta fornminne      |
| Ösmo 504:1                     | Stensättning                |              | Ösmo, Södermanland  |           | 58.938221, 17.893596 | 10012005040001 | Ladda upp en bild av detta fornminne      |
| Ösmo 504:2                     | Stensättning                |              | Ösmo, Södermanland  |           | 58.938033, 17.893602 | 10012005040002 | Ladda upp en bild av detta fornminne      |
| Ösmo 504:3                     | Stensättning                |              | Ösmo, Södermanland  |           | 58.937800, 17.893534 | 10012005040003 | Ladda upp en bild av detta fornminne      |
| Ösmo 505:1                     | Stensättning                |              | Ösmo, Södermanland  |           | 58.954779, 17.893065 | 10012005050001 | Ladda upp en bild av detta fornminne      |
| Ösmo 506:1                     | Hög                         |              | Ösmo, Södermanland  |           | 58.954934, 17.891704 | 10012005060001 | Ladda upp en bild av detta fornminne      |
| Ösmo 512:1                     | Stensättning                |              | Ösmo, Södermanland  |           | 59.021222, 17.964037 | 10012005120001 | Ladda upp en bild av detta fornminne      |
| Ösmo 514:1                     | Hällristning                |              | Ösmo, Södermanland  |           | 58.974777, 17.907030 | 10012005140001 | Ladda upp en bild av detta fornminne      |
| Ösmo 514:2                     | Hällristning                |              | Ösmo, Södermanland  |           | 58.974778, 17.907023 | 10012005140002 | Ladda upp en bild av detta fornminne      |
| Ösmo 515:1                     | Hällristning                |              | Ösmo, Södermanland  |           | 58.977279, 17.905033 | 10012005150001 | Ladda upp en bild av detta fornminne      |
| Ösmo 518:1                     | Hällristning                |              | Ösmo, Södermanland  |           | 58.975015, 17.906952 | 10012005180001 | Ladda upp en bild av detta fornminne      |
| Ösmo 521:1                     | Hällristning                |              | Ösmo, Södermanland  |           | 58.974007, 17.905360 | 10012005210001 | Ladda upp en bild av detta fornminne      |
| Ösmo 521:2                     | Hällristning                |              | Ösmo, Södermanland  |           | 58.974009, 17.905367 | 10012005210002 | Ladda upp en bild av detta fornminne      |
| Ösmo 521:3                     | Hällristning                |              | Ösmo, Södermanland  |           | 58.974009, 17.905367 | 10012005210003 | Ladda upp en bild av detta fornminne      |
| Ösmo 521:4                     | Hällristning                |              | Ösmo, Södermanland  |           | 58.974007, 17.905363 | 10012005210004 | Ladda upp en bild av detta fornminne      |
| Ösmo 522:1                     | Hällristning                |              | Ösmo, Södermanland  |           | 58.974209, 17.901944 | 10012005220001 | Ladda upp en bild av detta fornminne      |
| Ösmo 522:2                     | Hällristning                |              | Ösmo, Södermanland  |           | 58.974119, 17.902052 | 10012005220002 | Ladda upp en bild av detta fornminne      |
| Ösmo 522:3                     | Hällristning                |              | Ösmo, Södermanland  |           | 58.974094, 17.901874 | 10012005220003 | Ladda upp en bild av detta fornminne      |
| Ösmo 523:1                     | Hällristning                |              | Ösmo, Södermanland  |           | 58.974553, 17.901398 | 10012005230001 | Ladda upp en bild av detta fornminne      |
| Ösmo 523:2                     | Hällristning                |              | Ösmo, Södermanland  |           | 58.974495, 17.901470 | 10012005230002 | Ladda upp en bild av detta fornminne      |
| Ösmo 523:3                     | Hällristning                |              | Ösmo, Södermanland  |           | 58.974494, 17.901685 | 10012005230003 | Ladda upp en bild av detta fornminne      |
| Ösmo 543:1                     | Stensättning                |              | Ösmo, Södermanland  |           | 58.993037, 17.944527 | 10012005430001 | Ladda upp en bild av detta fornminne      |
| Ösmo 544:1                     | Stensättning                |              | Ösmo, Södermanland  |           | 58.991633, 17.943037 | 10012005440001 | Ladda upp en bild av detta fornminne      |
| Ösmo 545:1                     | Stensättning                |              | Ösmo, Södermanland  |           | 58.993288, 17.962583 | 10012005450001 | Ladda upp en bild av detta fornminne      |
| Ösmo 546:1                     | Stensättning                |              | Ösmo, Södermanland  |           | 58.993838, 17.937997 | 10012005460001 | Ladda upp en bild av detta fornminne      |
| Ösmo 549:1                     | Stensättning                |              | Ösmo, Södermanland  |           | 58.993347, 17.948947 | 10012005490001 | Ladda upp en bild av detta fornminne      |
| Ösmo 554:1                     | Stensättning                |              | Ösmo, Södermanland  |           | 58.936371, 17.837764 | 10012005540001 | Ladda upp en bild av detta fornminne      |
| Ösmo 554:2                     | Stensättning                |              | Ösmo, Södermanland  |           | 58.936441, 17.837855 | 10012005540002 | Ladda upp en bild av detta fornminne      |
| Ösmo 557:1                     | Röse                        |              | Ösmo, Södermanland  |           | 58.941500, 17.845344 | 10012005570001 | Ladda upp en bild av detta fornminne      |
| Ösmo 558:1                     | Röse                        |              | Ösmo, Södermanland  |           | 58.940481, 17.844402 | 10012005580001 | Ladda upp en bild av detta fornminne      |
| Ösmo 560:1                     | Röse                        |              | Ösmo, Södermanland  |           | 58.934035, 17.844534 | 10012005600001 | Ladda upp en bild av detta fornminne      |
| Ösmo 562:1                     | Stensättning                |              | Ösmo, Södermanland  |           | 58.929879, 17.842725 | 10012005620001 | Ladda upp en bild av detta fornminne      |
| Ösmo 566:1                     | Stensättning                |              | Ösmo, Södermanland  |           | 58.933443, 17.845701 | 10012005660001 | Ladda upp en bild av detta fornminne      |
| Ösmo 567:1                     | Stensättning                |              | Ösmo, Södermanland  |           | 58.924167, 17.841144 | 10012005670001 | Ladda upp en bild av detta fornminne      |
| Ösmo 568:1                     | Stensättning                |              | Ösmo, Södermanland  |           | 59.023042, 17.971578 | 10012005680001 | Ladda upp en bild av detta fornminne      |
| Ösmo 572:1                     | Stensättning                |              | Ösmo, Södermanland  |           | 58.973393, 17.877249 | 10012005720001 | Ladda upp en bild av detta fornminne      |
| Ösmo 574:1                     | Stensättning                |              | Ösmo, Södermanland  |           | 58.990687, 17.918961 | 10012005740001 | Ladda upp en bild av detta fornminne      |
| Ösmo 576:1                     | Stensättning                |              | Ösmo, Södermanland  |           | 58.989581, 17.931003 | 10012005760001 | Ladda upp en bild av detta fornminne      |
| Ösmo 576:2                     | Stensättning                |              | Ösmo, Södermanland  |           | 58.989502, 17.930877 | 10012005760002 | Ladda upp en bild av detta fornminne      |
| Uppeby gamla tomt (Ösmo 578:2) | Hög                         |              | Ösmo, Södermanland  |           | 58.929318, 17.878829 | 10012005780002 | Ladda upp en bild av detta fornminne      |
| Uppeby gamla tomt (Ösmo 578:3) | Stensättning                |              | Ösmo, Södermanland  |           | 58.929280, 17.879522 | 10012005780003 | Ladda upp en bild av detta fornminne      |
| Uppeby gamla tomt (Ösmo 578:4) | Stensättning                |              | Ösmo, Södermanland  |           | 58.929468, 17.879532 | 10012005780004 | Ladda upp en bild av detta fornminne      |
| Ösmo 579:1                     | Stensättning                |              | Ösmo, Södermanland  |           | 58.926713, 17.875366 | 10012005790001 | Ladda upp en bild av detta fornminne      |
| Ösmo 579:2                     | Stensättning                |              | Ösmo, Södermanland  |           | 58.926374, 17.875850 | 10012005790002 | Ladda upp en bild av detta fornminne      |
| Ösmo 580:1                     | Gravfält                    |              | Ösmo, Södermanland  |           | 58.926313, 17.875006 | 10012005800001 | Ladda upp en bild av detta fornminne      |
| Ösmo 581:1                     | Gravfält                    |              | Ösmo, Södermanland  |           | 58.925628, 17.874734 | 10012005810001 | Ladda upp en bild av detta fornminne      |
| Ösmo 582:1                     | Gravfält                    |              | Ösmo, Södermanland  |           | 58.928756, 17.848239 | 10012005820001 | Ladda upp en bild av detta fornminne      |
| Ösmo 584:1                     | Stensättning                |              | Ösmo, Södermanland  |           | 58.926360, 17.877344 | 10012005840001 | Ladda upp en bild av detta fornminne      |
| Ösmo 585:1                     | Gravfält                    |              | Ösmo, Södermanland  |           | 58.927037, 17.876991 | 10012005850001 | Ladda upp en bild av detta fornminne      |
| Ösmo 586:1                     | Fiskeläge                   |              | Ösmo, Södermanland  |           | 58.781337, 18.034924 | 10012005860001 | Ladda upp en bild av detta fornminne      |
| Ösmo 588:1                     | Fiskeläge                   |              | Ösmo, Södermanland  |           | 58.788799, 17.949039 | 10012005880001 | Ladda upp en bild av detta fornminne      |
| Ösmo 595:1                     | Stensättning                |              | Ösmo, Södermanland  |           | 58.975280, 17.953282 | 10012005950001 | Ladda upp en bild av detta fornminne      |
| Ösmo 597:1                     | Stensättning                |              | Ösmo, Södermanland  |           | 58.971813, 17.956998 | 10012005970001 | Ladda upp en bild av detta fornminne      |
| Ösmo 599:1                     | Stensättning                |              | Ösmo, Södermanland  |           | 58.981552, 17.967798 | 10012005990001 | Ladda upp en bild av detta fornminne      |
| Ösmo 599:2                     | Hög                         |              | Ösmo, Södermanland  |           | 58.981756, 17.967392 | 10012005990002 | Ladda upp en bild av detta fornminne      |
| Ösmo 610:1                     | Stensättning                |              | Ösmo, Södermanland  |           | 58.925773, 17.877016 | 10012006100001 | Ladda upp en bild av detta fornminne      |
| Ösmo 612:1                     | Stensättning                |              | Ösmo, Södermanland  |           | 58.980851, 17.946141 | 10012006120001 | Ladda upp en bild av detta fornminne      |
| Ösmo 612:2                     | Stensättning                |              | Ösmo, Södermanland  |           | 58.980819, 17.945948 | 10012006120002 | Ladda upp en bild av detta fornminne      |
| Ösmo 615:1                     | Röse                        |              | Ösmo, Södermanland  |           | 58.964199, 17.883167 | 10012006150001 | Ladda upp en bild av detta fornminne      |
| Ösmo 615:2                     | Stensättning                |              | Ösmo, Södermanland  |           | 58.963954, 17.883340 | 10012006150002 | Ladda upp en bild av detta fornminne      |
| Ösmo 615:3                     | Stensättning                |              | Ösmo, Södermanland  |           | 58.964103, 17.883915 | 10012006150003 | Ladda upp en bild av detta fornminne      |
| Ösmo 622:1                     | Hällristning                |              | Ösmo, Södermanland  |           | 58.976676, 17.910842 | 10012006220001 | Ladda upp en bild av detta fornminne      |
| Ösmo 625:1                     | Hällristning                |              | Ösmo, Södermanland  |           | 58.974447, 17.906808 | 10012006250001 | Ladda upp en bild av detta fornminne      |
| Ösmo 626:1                     | Hällristning                |              | Ösmo, Södermanland  |           | 58.973656, 17.901936 | 10012006260001 | Ladda upp en bild av detta fornminne      |
| Ösmo 626:2                     | Hällristning                |              | Ösmo, Södermanland  |           | 58.973554, 17.901925 | 10012006260002 | Ladda upp en bild av detta fornminne      |
| Ösmo 626:3                     | Hällristning                |              | Ösmo, Södermanland  |           | 58.973453, 17.901925 | 10012006260003 | Ladda upp en bild av detta fornminne      |
| Ösmo 627:1                     | Hällristning                |              | Ösmo, Södermanland  |           | 58.982599, 17.924524 | 10012006270001 | Ladda upp en bild av detta fornminne      |
| Ösmo 628:1                     | Hällristning                |              | Ösmo, Södermanland  |           | 58.982351, 17.925074 | 10012006280001 | Ladda upp en bild av detta fornminne      |
| Ösmo 629:1                     | Hällristning                |              | Ösmo, Södermanland  |           | 58.956441, 17.852789 | 10012006290001 | Ladda upp en bild av detta fornminne      |
| Ösmo 629:2                     | Hällristning                |              | Ösmo, Södermanland  |           | 58.956315, 17.852909 | 10012006290002 | Ladda upp en bild av detta fornminne      |
| Ösmo 630:1                     | Hällristning                |              | Ösmo, Södermanland  |           | 58.956054, 17.852686 | 10012006300001 | Ladda upp en bild av detta fornminne      |
| Ösmo 630:2                     | Hällristning                |              | Ösmo, Södermanland  |           | 58.956137, 17.852358 | 10012006300002 | Ladda upp en bild av detta fornminne      |
| Ösmo 645:1                     | Stensättning                |              | Ösmo, Södermanland  |           | 59.041178, 17.974103 | 10012006450001 | Ladda upp en bild av detta fornminne      |
| Litselängen (Ösmo 659:1)       | Lägenhetsbebyggelse         |              | Ösmo, Södermanland  |           | 59.026802, 17.950984 | 10012006590001 | Ladda upp en bild av detta fornminne      |
| Ösmo 672                       | Stensättning                |              | Ösmo, Södermanland  |           | 58.932441, 17.869804 | 12000000007718 | Ladda upp en bild av detta fornminne      |
| Ösmo 674                       | Stensättning                |              | Ösmo, Södermanland  |           | 58.984321, 17.923517 | 12000000067085 | Ladda upp en bild av detta fornminne      |
| Ösmo 734                       | Spärranordning              |              | Ösmo, Södermanland  |           | 58.920671, 17.796295 | 18000000070610 | Ladda upp en bild av detta fornminne      |
| Ösmo 741                       | Stensättning                |              | Ösmo, Södermanland  |           | 58.972968, 17.915824 | 12000000123492 | Ladda upp en bild av detta fornminne      |
| Sorunda 783:1                  | Fornborg                    |              | Ösmo, Södermanland  |           | 58.959476, 17.836203 | 10008907830001 | Ladda upp en bild av detta fornminne      |